# Пржегалінський Богдан Геннадійович
Богда́н Генна́дійович Пржегалі́нський — підполковник Збройних сил України, учасник російсько-української війни. Повний лицар ордена «Богдана Хмельницького».

## Життєпис
У 2010 році вступив до лав Криворізького військового ліцею з посиленою військово-фізичною підготовкою.
У 2012-му вступив до лав Національної академії сухопутних військ та через місяць був переведений до військової академії у місто Одеса у зв'язку з переведенням факультету.
Станом на квітень 2013 року — курсант Одеської військової академії.
У 2016 році за розподіленням потрапив на посаду командира взводу у 1-й лінійний батальйон 36-ї бригади морської піхоти у місті Миколаїв.
Брав участь в АТО на сході України.
У 2017 році 1-й лінійний батальйон 36 бригади було переформовано в 503-й Окремий батальйон морської піхоти з місцем дислокації в місті Маріуполь. Надалі став офіцером групи планування, комунікації між підрозділами, між іншими службами.
У 2019-му році перебував на кораблі «Переяслав» прямуючи на навчання в Грузію і був готовий оборонятися від російського корвета «Касімов»
Під час російського вторгнення в Україну продовжує нести службу.
Став командиром 503-го батальйону морської піхоти 

## Нагороди
- Орден Богдана Хмельницького I ступеня (25 грудня 2024) — за особисту мужність, виявлену у захисті державного суверенітету та територіальної цілісності України, самовіддане виконання військового обов'язку[4];
- Орден Богдана Хмельницького II ступеня (13 вересня 2022) — за особисту мужність і самовіддані дії, виявлені у захисті державного суверенітету та територіальної цілісності України, вірність військовій присязі[5];
- Орден Богдана Хмельницького III ступеня (26 березня 2022) — за особисту мужність і самовіддані дії, виявлені у захисті державного суверенітету та територіальної цілісності України, вірність військовій присязі[6];
- орден «За мужність» III ступеня (12 грудня 2016) — за особистий внесок у зміцнення обороноздатності Української держави, мужність, самовідданість і високий професіоналізм, виявлені під час виконання військового обов'язку, та з нагоди Дня Збройних Сил України[7].